# Andreas Staribacher
Andreas Staribacher (ur. 7 stycznia 1957 w Wiedniu) – austriacki polityk i prawnik, w latach 1995–1996 minister finansów.

## Życiorys
Syn polityka Josefa Staribachera. W 1979 ukończył studia prawnicze na Uniwersytecie Wiedeńskim. Pracował w sektorze bankowym i firmie audytorskiej. W 1984 uzyskał uprawnienia doradcy podatkowego. Zajął się prowadzeniem własnej działalności jako doradca podatkowy i audytor.
Związany z Socjaldemokratyczną Partią Austrii. Od kwietnia 1995 do stycznia 1996 sprawował urząd ministra finansów w czwartym rządzie Franza Vranitzkiego. Nie kontynuował aktywności politycznej, powracając do poprzedniej działalności zawodowej.
Większościowy udziałowiec i dyrektor generalny przedsiębiorstwa „Labour Pool” Personalleasing, a także prezes think tanku WIWIPOL. Został też kapitanem w liniach lotniczych Niki.